# 長野佑紀
長野 佑紀（ながの ゆき、1997年6月27日 - ）は、日本の女性声優。広島県出身。EARLY WING所属。

## 略歴
東京アニメーター学院声優タレント科出身。
『恋愛暴君』の黄蝶ヶ崎柚役で声優デビュー。
2022年4月1日より、EARLY WING準所属から正所属に昇格。

## 人物
趣味・特技は、イラストを描くこととバスケットボール。
声優になろうと思ったきっかけの作品は『しゅごキャラ!』。子供の頃からアニメに憧れ、中学生の頃よりどうすればアニメの世界の住人になれるのかと悩み、声優業を知ったという。

## 出演
太字はメインキャラクター。

### テレビアニメ
2017年
- 恋愛暴君（黄蝶ヶ崎柚）

2018年
- デスマーチからはじまる異世界狂想曲（女の子、リリオ）

2019年
- 放課後さいころ倶楽部
- 本好きの下剋上 司書になるためには手段を選んでいられません（2019年 - 2022年、イェニー） - 2シリーズ

2020年
- 地縛少年花子くん（女子生徒C、女子生徒A、子供B、女子生徒B）
- ぼくのとなりに暗黒破壊神がいます。（最上〈幼少期〉）

2021年
- 俺だけ入れる隠しダンジョン（アリス）

2022年
- 異世界迷宮でハーレムを（娼婦）
- アイドリッシュセブン Third BEAT!（IDOLiSH7ファン）

2025年
- 誰ソ彼ホテル（ルリ）

### OVA
- 嫌な顔されながらおパンツ見せてもらいたい（2018年、yuina[12]）

### Webアニメ
- アイドルマスター シンデレラガールズ劇場 Extra Stage（2020年 - 2021年、小関麗奈[13]）
- ドキドキ!ミニミニ!隠しダンジョン劇場（2021年、アリス）
- 異能のアイシス（2021年、灰田真理[14]）
- CINDERELLA GIRLS 10th Anniversary Celebration Animation ETERNITY MEMORIES（2022年、小関麗奈）

### ゲーム
2017年
- 輝星のリベリオン（ヘンリー＝パーシー、赤の女王、呂布、韋駄天）
- ガンガンピクシーズ（エリ・レヴィアント）
- 誰ソ彼ホテル（ルリ）

2018年
- ファントム オブ キル（モラルタ〈おっとり〉）
- 宮廷女官（慕桃）
- ファイトリーグ（ムーたん）
- 百花標人伝アスカ（葵）
- 戦国大河（桔梗）
- 紡ロジック

2019年
- メガミラクルフォース（アン）
- クイズRPG 魔法使いと黒猫のウィズ（プロセ）
- ラストピリオド -終わりなき螺旋の物語-（ポルティエ）
- バレットブレイク（ヨウ、ランテールナ）

2020年
- Death end re;Quest2（エリザベス・パリス）
- 天華百剣 -斬-（厚藤四郎）
- アイドルマスター シンデレラガールズ（2020年 - 2023年、小関麗奈） - 2作品
- ひよこ社長のまちづくり（こころ）
- 夜、灯す（十六夜鈴、十六夜灯音）

2021年
- アルカナハート3 LOVE MAX SIX STARS!!!!!! XTEND（ダークハート）
- ブラック・サージナイト（川内、ワスプ）
- 風雨来記4（鵜瀬垂）
- タイムディフェンダーズ（フリエ）

2022年
- アリスフィクション（ヴェルンド）
- シノビマスター 閃乱カグラ NEW LINK（銀嶺）

2024年
- グランブルーファンタジー リリンク
- ファイナルファンタジーVII リバース
- 逆転オセロニア（ヴァイオレット）

### ドラマCD
- あにめたまえ!天声の巫女 外伝ボイスドラマ「雷神委員長はらら 妖怪風紀取締!」（2017年、ラーグジャル[35]）

### ボイスドラマ
- 戦国繚乱美少女伝（2025年、荒木行信、羽柴兵C、西軍兵A、豊臣兵D）

### ラジオ
※はインターネット配信。
- 輝星のリベリオンRADIO 惑星マラキア放送局!（2017年、EARLY WING特設サイト※[36]）[注 1]
- 恋愛暴君暴れん坊ラジオ（2017年、HiBiKi Radio Station※[37]）
- 東アニWebラジオ 長野佑紀じゃけん（2018年、YouTube※[38]）

### インターネットテレビ
- ゼロから作るアニメ製作（2018年 - 、YouTube内ゼロアニ チャンネル!）[39]
- 戦国大河 公式生放送 ～新宿評定～（2019年 - 、Periscope・YouTube[40][41]）
- &CAST!!!アワー ラブエール! 長野佑紀のフェリーチェ・アモレヴォレッツァ！（2019年、&CAST!!![42][43][44][45]）
- &CAST!!!アワー ラブエール! 藤本彩花と長野佑紀のドリーム★エチュード（2019年 - 2020年、&CAST!!![46][47]）
- 長野佑紀と河野ひよりのあんどもぁっ！「ぱちぱち空想部」（2020年 - 、ニコニコチャンネル[48]・YouTube[49]）

### デジタルコミック
- 新宿スワン（詳細不明）
- 一礼して、キス（2017年、小泉)
- となりの怪物くん（2018年、女子生徒1）
- 明日からは清楚さん（2021年、美化委員の山田さん[50]、女子生徒たち[51]）
- かわいすぎる男子がお家で待っています（2021年、飯尾夏羽[52]）
- ボーイズ・バッド・ロマンス!（2023年、従業員女子1）[53]
- 君香シャーレ（2024年、ヘアピン＆低めお団子の女学生）[54]

### その他
- 岡田味噌店イメージキャラクター「岡田みーこ」[55][56]
- 温泉むすめ（2018年、メディアミックスプロジェクト） - 宮浜仁佳 役[57]
- ノベルアップ+ PR動画（ステラ）

## ディスコグラフィ

### キャラクターソング
| 発売日         | 商品名 | 歌 | 楽曲                                                                    | 備考                                                                     |
| -------------- | --- | --- | ----------------------------------------------------------------------- | ------------------------------------------------------------------------ |
| 2020年4月29日  | 百華繚乱 弐 | 厚藤四郎（長野佑紀）、謙信助宗（真野あゆみ）、獅子貞宗（中島唯）                                           | 「よい刀のみつるぎ体操」                                                | ゲーム『天華百剣 -斬-』関連曲                                            |
| 2020年11月11日 | THE IDOLM@STER CINDERELLA GIRLS STARLIGHT MASTER GOLD RUSH! 04 ヒーローヴァーサスレイナンジョー                       | 南条光（神谷早矢佳）、小関麗奈（長野佑紀）                                                                 | 「ヒーローヴァーサスレイナンジョー（M@STER VERSION）」                  | ゲーム『アイドルマスター シンデレラガールズ スターライトステージ』関連曲 |
| 2020年11月11日 | THE IDOLM@STER CINDERELLA GIRLS STARLIGHT MASTER GOLD RUSH! 04 ヒーローヴァーサスレイナンジョー                       | 小関麗奈（長野佑紀）                                                                                       | 「ヒーローヴァーサスレイナンジョー（M@STER VERSION）」                  | ゲーム『アイドルマスター シンデレラガールズ スターライトステージ』関連曲 |
| 2021年4月28日  | THE IDOLM@STER CINDERELLA GIRLS STARLIGHT MASTER GOLD RUSH! 08 EVIL LIVE                                              | 村上巴（花井美春）、的場梨沙（集貝はな）、小関麗奈（長野佑紀）、藤本里奈（金子真由美）、向井拓海（原優子） | 「EVIL LIVE（M@STER VERSION）」                                         | ゲーム『アイドルマスター シンデレラガールズ スターライトステージ』関連曲 |
| 2021年4月28日  | THE IDOLM@STER CINDERELLA GIRLS STARLIGHT MASTER GOLD RUSH! 08 EVIL LIVE                                              | 小関麗奈（長野佑紀）                                                                                       | 「EVIL LIVE（M@STER VERSION）」                                         | ゲーム『アイドルマスター シンデレラガールズ スターライトステージ』関連曲 |
| 2023年9月6日   | THE IDOLM@STER CINDERELLA GIRLS STARLIGHT MASTER PLATINUM NUMBER 07 N.O.R. 〜Notes of Revolution〜 革命についての覚書 | 脇山珠美（嘉山未紗）、星輝子（松田颯水）、小関麗奈（長野佑紀）                                             | 「N.O.R. 〜Notes of Revolution〜 革命についての覚書（M@STER VERSION）」 | ゲーム『アイドルマスター シンデレラガールズ スターライトステージ』関連曲 |
| 2023年9月6日   | THE IDOLM@STER CINDERELLA GIRLS STARLIGHT MASTER PLATINUM NUMBER 07 N.O.R. 〜Notes of Revolution〜 革命についての覚書 | 小関麗奈（長野佑紀）                                                                                       | 「N.O.R. 〜Notes of Revolution〜 革命についての覚書（M@STER VERSION）」 | ゲーム『アイドルマスター シンデレラガールズ スターライトステージ』関連曲 |
| 2024年6月19日  | THE IDOLM@STER CINDERELLA GIRLS STARLIGHT MASTER HEART TICKER! 07 ワタシ御伽ばなシ                                    | 小関麗奈（長野佑紀）                                                                                       | 「青春のWanna!」                                                        | ゲーム『アイドルマスター シンデレラガールズ スターライトステージ』関連曲 |

## ライブ・イベント

### 合同ライブ
| 出演日               | タイトル                                                                                          | 会場                               |
| -------------------- | ------------------------------------------------------------------------------------------------- | ---------------------------------- |
| 2021年12月25日・26日 | THE IDOLM@STER CINDERELLA GIRLS 10th ANNIVERSARY M@GICAL WONDERLAND TOUR!!! CosmoStar Land        | 愛知県国際展示場 ホールA（愛知県） |
| 2022年4月3日         | THE IDOLM@STER CINDERELLA GIRLS 10th ANNIVERSARY M@GICAL WONDERLAND!!!                            | ベルーナドーム（埼玉県）           |
| 2022年11月26日・27日 | THE IDOLM@STER CINDERELLA GIRLS Twinkle LIVE Constellation Gradation                              | ベルーナドーム（埼玉県）           |
| 2023年6月10日・11日  | THE IDOLM@STER CINDERELLA GIRLS 燿城夜祭 -かがやきよまつり-                                       | 大阪城ホール（大阪府）             |
| 2024年5月19日        | THE IDOLM@STER CINDERELLA GIRLS UNIT LIVE TOUR ConnecTrip! 福岡公演                               | Zepp Fukuoka（福岡県）             |
| 2025年4月27日        | THE IDOLM@STER CINDERELLA GIRLS STARLIGHT STAGE 10th ANNIVERSARY TOUR Let’s AMUSEMENT!!! 東京公演 | 有明アリーナ（東京都）             |